# Burlațke, Polohî
Burlațke (în ucraineană Бурлацьке) este un sat în comuna Ciubarivka din raionul Polohî, regiunea Zaporijjea, Ucraina.

## Demografie
Componența lingvistică a localității Burlațke
     Ucraineană (94,12%)
     Rusă (5,88%)
Conform recensământului din 2001, majoritatea populației localității Burlațke era vorbitoare de ucraineană (94,12%), existând în minoritate și vorbitori de rusă (5,88%).